# Coelogyne vermicularis
Coelogyne vermicularis é uma espécie de orquídea epífita, família Orchidaceae, originária de Sumatra e Borneu.